# Selski Vrh
Selski Vrh este o localitate din comuna Slovenske Konjice, Slovenia, cu o populație de 93 de locuitori.